# Lepanthes salpiginosa
Lepanthes salpiginosa är en orkidéart som beskrevs av Carlyle August Luer och Sijm. Lepanthes salpiginosa ingår i släktet Lepanthes och familjen orkidéer.
Artens utbredningsområde är Peru. Inga underarter finns listade i Catalogue of Life.